# Hradečno
Hradečno är en ort i Tjeckien.   Den ligger i regionen Mellersta Böhmen, i den centrala delen av landet, 30 km väster om huvudstaden Prag. Hradečno ligger 364 meter över havet och antalet invånare är 440.
Terrängen runt Hradečno är lite kuperad. Runt Hradečno är det mycket tätbefolkat, med 1 135 invånare per kvadratkilometer. Närmaste större samhälle är Kladno, 9,1 km sydost om Hradečno. Trakten runt Hradečno består till största delen av jordbruksmark.